# Cransac-les-Thermes
 Cransac-les-Thermes  es una población y comuna francesa, situada en la región de Mediodía-Pirineos, departamento de Aveyron, en el distrito de Villefranche-de-Rouergue y cantón de Aubin.

## Historia
La comuna se denominó Cransac hasta el 9 de enero de 2025.

## Demografía
| 4132 | 3244 | 2870 | 2520 | 2180 | 1821 |
| Para los censos de 1962 a 1999 la población legal corresponde a la población sin duplicidades (Fuente: INSEE [Consultar]) |      |      |      |      |      |